# Sabu (hacker)
Hector Xavier Monsegur, mais conhecido como Sabu (1983), é um hacker americano fundador do grupo hacker LulzSec. Posteriormente tornou-se informante do FBI e trabalhou com  a organização para ajudar identificar outros hackers do LulzSec e afins. Filho de um traficante de heroína, vivia aplicando golpes de cartão de crédito.

## História
Começou seu histórico Hacker como ativista político, em 2010 envolveu-se em protestos contra atividades da marinha estadunidense em Porto Rico:

A marinha americana estava usando a ilha Vieques, em Porto Rico, como alvo para exercícios de artilharia. Houve muitos protestos eu me envolvi. Ajudei as atrapalhar as comunicações da marinha.— Sabu

## Descoberta pelo FBI
Em meados de junho de 2011, a verdadeira identidade de Sabu foi identificada pelos Federais através de um deslize do hacker, ao conectar-se no chat utilizado pelos membros do grupo hacker LulzSec e Anonymous ele esqueceu de ativar a sua conexão com o TOR.
Nesse exato momento o FBI que já monitorava as atividades dos hackers foram capazes de rastrear a origem do IP de Sabu e conseguiram sua exata localização.
Não demorou muito tempo e o FBI foi até a casa de Hector Xavier Monsegur lhe oferecendo duas opções, ser preso e responder por todos os crimes cometidos ou ajudar a polícia a identificar os outros membros do grupo e conseguir uma redução de pena.
Hector escolheu fazer um acordo com os Federais e colaborou com as investigações ajudando a polícia americana a identificar os membros do grupo hacker LulzSec.

Durante a sua colaboração com a polícia americana, Sabu recebeu acesso a diversos domínios .gov.br, que posteriormente foram utilizados em ataques, entretanto os hackers não sabiam que o FBI monitorava cada passo das invasões.